# Pržno (Czarnogóra)
Pržno (cyr. Пржно) – wieś w Czarnogórze, w gminie Budva. W 2011 roku liczyła 349 mieszkańców.